# Carlo Oletti
Carlo Oletti (Torino, 1886 – Genova, 1964) è stato un judoka italiano, considerato il padre del judo italiano.

## Biografia
Arruolato nella Regia Marina, iniziò a praticare il judo a bordo della nave da guerra Vesuvio di stanza a Shanghai sotto la guida del maestro Matsumura, ufficiale della Marina nipponica nel 1905.
Nel 1907 frequentò la scuola di polizia di Nagasaki ed altri importanti dojo. Nel 1908 a Tokyo, dopo aver preso parte a una gara di judo, ottenne il 1º dan dal Kōdōkan.
Rientrato in Italia nel 1921 fu chiamato a dirigere i corsi di "lotta giapponese" introdotti nella Scuola Militare di educazione fisica a Roma, dove insegnò fino al 1930. Durante questo periodo, formò 150 ufficiali esperti e 1500 militari istruttori.
Nel 1924 fondò la prima Federazione italiana di Ju jitsu/judo.